# Jonathan Santana
Jonathan Santana Genus (Buenos Aires, 10 de setembro de 1981) é um futebolista argentino-paraguaio que atua como meia. Atualmente, joga pelo San Lorenzo.
Embora nascido em Buenos Aires vem de uma família paraguaia, como é filho de mãe paraguaia, e sua avó e tias também são paraguaias. Cresceu no meio de paraguaios: costumes, alimentação, etc.

## Biografia
Santana começou em um clube na sua cidade natal nas divisões de base do San Telmo. Com o clube da Ilha Maciel estreou na terceira divisão em 1998. Em seguida, Santana passou por várias equipes da Primeira Divisão da Argentina, Almagro, San Lorenzo, River Plate e Nueva Chicago. Em 2002, quando jagava no Nueva Chicago, Santana recebeu três tiros disparadas por dois desconhecidos enquanto estava dirigindo seu carro. No entanto, ele conseguiu se recuperar e foi essencial para a permanência do Torito na Primeira Divisão. 

## Seleção nacional
O nome dele já tinha sido pronunciado na Liga Paraguaia de Futebol antes da Copa do Mundo de 2006, o chamaram uma vez, mas nunca se comunicaram com ele novamente, até semanas antes da Copa América 2007 quando o convocaram e ele vestiu pela primeira vez a camisa paraguaia.

## Vice-Artilharias
River Plate
- Copa Libertadores: 2006 (4 gols)